# Le'Veon Bell
Le'Veon Andrew Bell Sr. (Reynoldsburg, 18 febbraio 1992) è un giocatore di football americano statunitense che milita nel ruolo di running back nella National Football League (NFL). Fu scelto nel corso del secondo giro (48º assoluto) del Draft NFL 2013 dai Pittsburgh Steelers. Al college ha giocato a football all’Università statale del Michigan.

## Carriera

### Pittsburgh Steelers

#### Stagione 2013

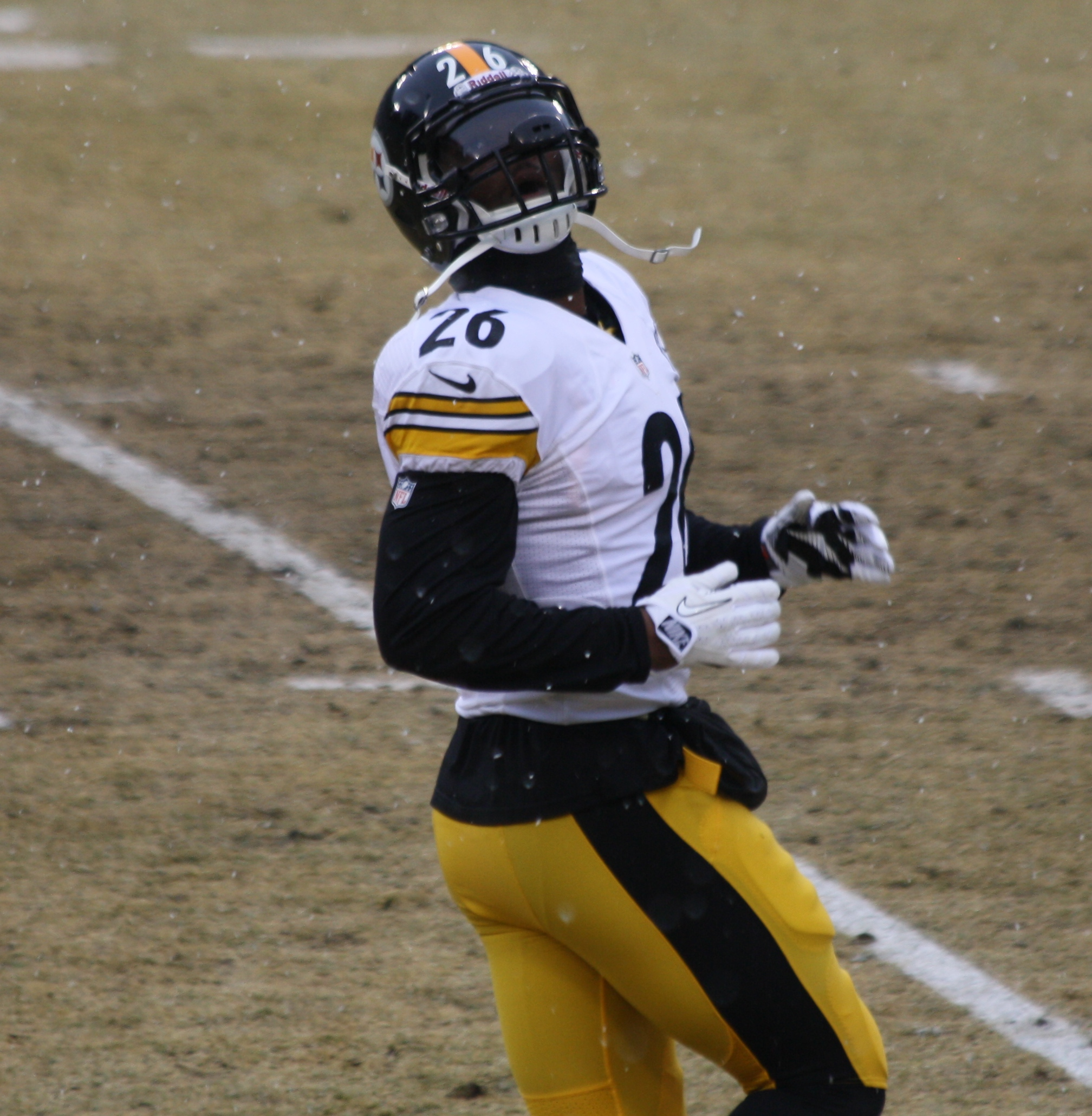
Bell nel 2013

Bell fu scelto nel corso del secondo giro del Draft 2013 dai Pittsburgh Steelers. Debuttò come professionista partendo come titolare nella settimana 4 contro i Minnesota Vikings correndo 57 yard e segnando i suoi primi due touchdown. Nella settimana 7 contro i Baltimore Ravens corse un nuovo massimo personale di 93 yard nella vittoria di Pittsburgh. Il terzo TD lo segnò nella settimana 8 nella sconfitta in casa degli Oakland Raiders e il quarto due settimane dopo nella vittoria sui Bills. Nella gara del Giorno del Ringraziamento contro i Baltimore Ravens, Bell fu costretto ad uscire anzitempo a causa di una commozione cerebrale subita, terminando la sua prestazione con 73 yard corse e un touchdown. Tornò a segnare un touchdown nella vittoria della settimana 15 in casa contro i Ravens. La domenica seguente superò per la prima volta le cento yard corse in carriera facendone registrare 124 con un touchdown nella vittoria in un Lambeau Field innevato contro i Green Bay Packers. Per questa prestazione fu premiato come miglior rookie della settimana. La domenica successiva, nell'ultimo turno della stagione, corse 90 yard e segnò il suo ottavo touchdown nella vittoria sui Cleveland Browns. La sua stagione da rookie si concluse con 860 yard corse 8 touchdown in 13 presenze, tutte come titolare.

#### Stagione 2014
Bell aprì la stagione 2014 guidando gli Steelers con 109 yard corse e un touchdown nella vittoria all'ultimo secondo contro i Cleveland Browns. Due settimane dopo fu premiato come running back della settimana dopo avere corso 147 yard su 21 portate nella vittoria contro i Carolina Panthers. Nel settimo turno segnò il primo touchdown su ricezione in carriera contro i Texans, ripetendosi anche due settimane dopo nella vittoria sui Ravens. Nella settimana 11, Bell corse un nuovo primato in carriera di 204 yard su 33 tentativi e segnò il secondo touchdown su corsa stagionale, nella vittoria esterna sui Titans, venendo selezionato come miglior running back della settimana. Nel quattordicesimo turno divenne il secondo giocatore della storia moderna del football, dopo Walter Payton nel 1977, a disputare tre gare consecutive con oltre 200 yard guadagnate dalla linea di scrimmage. La sua prova nella vittoria esterna sui Bengals si concluse con 185 yard corse, 50 ricevute e tre touchdown totali, due su corsa e uno su ricezione. Quest'ultima prestazione gli valse il premio di miglior giocatore offensivo della AFC della settimana e per la terza volta in stagione di running back della settimana. Sette giorni dopo segnò altri due touchdown su corsa nella vittoria esterna sui Falcons. Nell'ultima partita della stagione regolare subì un infortunio che gli impedì di scendere in campo nella gara del primo turno di playoff. La sua annata si chiuse al secondo posto nella NFL dietro DeMarco Murray con 1.361 yard corse, 8 touchdown su corsa e 3 su ricezione, venendo convocato per il primo Pro Bowl in carriera, inserito nel First-team All-Pro e premiato come running back dell'anno.

#### Stagione 2015
Il 9 aprile 2015, la lega annunciò che Bell sarebbe stato sospeso per le prime tre gare della stagione 2015 per abuso di sostanze vietate. Il 28 luglio la punizione fu ridotta di una partita, così il suo debutto avvenne nel terzo turno contro i Rams, in cui corse 62 yard e segnò un touchdown nella vittoria. Nella settimana 8 contro i Bengals. Bell si ruppe il legamento mediale collaterale, infortunio che lo costrinse a perdere tutto il resto della stagione. La sua annata si chiuse con 556 yard corse e 3 touchdown, mentre stava tenendo la miglior media in carriera di 4,9 yard a corsa.

#### Stagione 2016
All'inizio della stagione 2016, Bell fu nuovamente squalificato per tre partite per avere saltato un test antidoping. Nel quattordicesimo turno, in un New Era Field innevato, corse un record di franchigia di 236 yard e tre touchdown contro i Buffalo Bills, venendo premiato come giocatore offensivo della AFC della settimana e come running back della settimana. A fine stagione fu convocato per il secondo Pro Bowl in carriera e inserito nel Second-team All- Pro dopo essersi classificato al quinto posto della lega con 1.268 yard corse, oltre a 7 touchdown su corsa e 2 su ricezione.
Nel primo turno di playoff vinto contro i Miami Dolphins, Bell corse un nuovo record di franchigia nella post-season di 167 yard, oltre a due touchdown. La settimana successiva migliorò ulteriormente tale primato correndone 170 nella vittoria sui Chiefs che portò gli Steelers in finale di conference. Fu il primo giocatore a correre almeno 150 yard in due gare consecutive di playoff da Terrell Davis vent'anni prima e solamente il quarto assoluto.

#### Stagione 2017
Il primo touchdown della stagione 2017 Bell lo segnò nel terzo turno nella sconfitta a sorpresa contro i Chicago Bears ai supplementari. Sette giorni dopo fu premiato come running back della settimana dopo avere corso 144 yard e 2 touchdown nella vittoria esterna sui Ravens. Nella settimana 6 Bell corse 179 yard e un touchdown, contribuendo alla vittoria sui Chiefs, l'ultima squadra rimasta imbattuta nella lega, venendo premiato come giocatore offensivo della AFC della settimana. A dicembre fu premiato come giocatore offensivo della AFC del mese quando corse 310 yard e 4 touchdown. A fine stagione fu convocato per il suo terzo Pro Bowl e inserito nel First-team All-Pro dopo essersi classificato terzo nella NFL con 1.291 yard corse. La stagione di Pittsburgh si chiuse subito nel divisional round dei playoff all'Heinz Field perdendo per 45-42 contro i Jaguars. In quella gara Bell segnò un touchdown su corsa e uno su ricezione.

### New York Jets

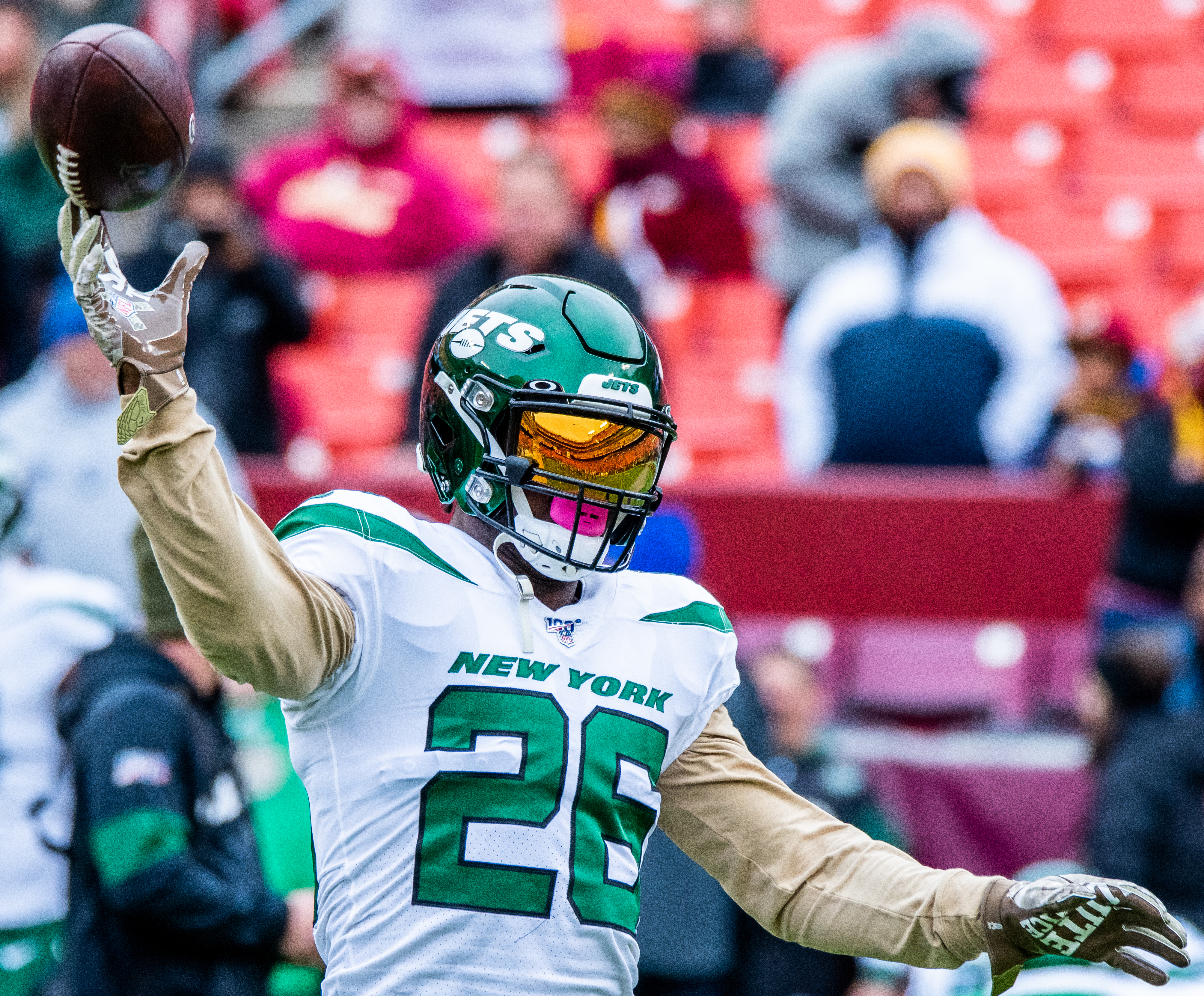
Bell nel 2019

Dopo avere scioperato per tutta la stagione 2018 per una disputa contrattuale, il 13 marzo 2019 Bell firmò un contratto quinquennale del valore di 52,5 milioni di dollari con i New York Jets che lo rese il secondo running back più pagato della NFL. Tornò così a scendere in campo nel primo turno segnando un touchdown su corsa e uno su ricezione. La sua prima stagione con la nuova maglia si chiuse con 789 yard corse e tre touchdown su corsa.
Nella prima partita della stagione 2020 Bell fu costretto ad uscire per un infortunio al tendine del ginocchio nella sconfitta contro i Buffalo Bills. Il 13 ottobre 2020 Bell fu svincolato dopo che i Jets non riuscirono a trovare un partner per uno scambio.

### Kansas City Chiefs
Il 15 ottobre 2020 Bell firmò un contratto di un anno con i Kansas City Chiefs.

### Baltimore Ravens
Il 7 settembre 2021 Bell firmò con la squadra di allenamento dei Baltimore Ravens.

### Tampa Bay Buccaneers
Il 22 dicembre 2021 Bell firmò con i Tampa Bay Buccaneers, riunendosi con gli ex compagni agli Steelers Antonio Brown, Ross Cockrell e Steve McLendon. Con essi disputò tre partite, segnando un touchdown su passaggio di Tom Brady nell'ultimo turno contro i Carolina Panthers. Fu svincolato il 22 gennaio 2022.

## Palmarès

### Franchigia
- American Football Conference Championship: 1

Kansas City Chiefs: 2020

### Individuale
- Convocazioni al Pro Bowl: 3

2014, 2016, 2017
- First-team All-Pro: 2

2014, 2017
- Second-team All-Pro: 1

2016
- Running back dell'anno: 1

2014
- Giocatore offensivo dell'anno della AFC: 1

2014 (condiviso con Antonio Brown)
- Giocatore offensivo della AFC del meseː 2

dicembre 2016, dicembre 2017
- Giocatore offensivo della AFC della settimana: 3

14ª del 2014, 14ª del 2016, 6ª del 2017
- Running back della settimana: 5

3ª, 11ª e 14ª del 2014, 14ª del 2016, 4ª del 2017
- Rookie della settimana: 1

16ª del 2013